# Zemkorite
La zemkorite è un minerale.